# José Manuel Agudelo
José Manuel Agudelo (Paipa, 1902-Bogotá, 2000) fue un militar y político colombiano. Fue Coronel del Ejército Nacional de Colombia.

## Biografía
Nacido en Paipa (Boyacá), fue comandante de la Primera Brigada del Ejército Nacional en Tunja, participó en el Golpe de Estado de 1953.
Se desempeñó como Ministro de Comunicaciones durante la presidencia de Gustavo Rojas Pinilla.
Fue nombrado rector de la Universidad Nacional en reemplazo de Abel Naranjo Villegas, quien renunció tras la masacre de estudiantes de Bogotá en el 8 y 9 de junio de 1954.
Además fue alcalde de Duitama (Boyacá) y de Corrales (Boyacá) y embajador de Colombia en cuatro países.